# جوزيه أنطونيو زاباتا كابرال
جوزيه أنطونيو زاباتا كابرال (بالإسبانية: José Antonio Zapata Cabral)‏ هو صحفي وكاتب وكاتب سيناريو مكسيكي، ولد في 1969 في ولاية أغواسكالينتس في المكسيك.

## روابط خارجية
- جوزيه أنطونيو زاباتا كابرال على موقع IMDb (الإنجليزية)